# Seznam članov zasedbe Lynyrd Skynyrd

### KONČNA ZASEDBA
- Gary Rossington – kitara (1964–1977, 1979, 1987–2018)
- Rickey Medlocke – kitara, spremljevalni vokal, mandolina (1996–2018), pevec, bobni, mandolina (1971–1972)
- Johnny Van Zant – pevec (1987–2018)
- Michael Cartellone – bobni (1999–2018)
- Mark Matejka – kitara, spremljevalni vokal (2006–2018)
- Peter Keys – klaviature (2009–2018)
- Keith Christopher – Bas kitara (2017–2018)

ORIGINALNE ZASEDBE SKOZI ČAS
1965-71: Ronnie Van Zant, Gary Rossington, Allen Collins, Larry Junstrom, Bob Burns
1971-72: Ronnie Van Zant, Gary Rossington, Allen Collins, Greg T. Walker, Rickey Medlocke
1973-75: Ronnie Van Zant, Gary Rossington, Allen Collins, Ed King, Leon Wilkeson, Billy Powell, Bob Burns
1975-1976: Ronnie Van Zant, Gary Rossington, Allen Collins, Leon Wilkeson, Billy Powell, Artimus Pyle
1976-1977: Ronnie Van Zant, Gary Rossington, Allen Collins, Leon Wilkeson, Billy Powell, Steve Gaines, Artimus Pyle
1987-1991: Johnny Van Zant, Gary Rossington, Leon Wilkeson, Billy Powell, Ed King, Randall Hall, Artimus Pyle
1991-93: Johnny Van Zant, Gary Rossington, Leon Wilkeson, Billy Powell, Ed King, Randall Hall, Kurt Custer
1993-94: Johnny Van Zant, Gary Rossington, Leon Wilkeson, Billy Powell, Ed King, Mike Estes, Kurt Custer
1994-96: Johnny Van Zant, Gary Rossington, Leon Wilkeson, Billy Powell, Ed King, Mike Estes, Owen Hale
1996-99: Johnny Van Zant, Gary Rossington, Leon Wilkeson, Billy Powell, Rickey Medlocke, Hughie Thomasson, Owen Hale
1999: Johnny Van Zant, Gary Rossington, Leon Wilkeson, Billy Powell, Rickey Medlocke, Hughie Thomasson, Jeff McAllister
1999: Johnny Van Zant, Gary Rossington, Leon Wilkeson, Billy Powell, Rickey Medlocke, Hughie Thomasson, Kenny Aronoff
1999-2001: Johnny Van Zant, Gary Rossington, Leon Wilkeson, Billy Powell, Rickey Medlocke, Hughie Thomasson, Michael Cartellone
2001-2006: Johnny Van Zant, Gary Rossington, Ean Evans, Billy Powell, Rickey Medlocke, Hughie Thomasson, Michael Cartellone
2006-2009: Johnny Van Zant, Gary Rossington, Ean Evans, Billy Powell, Rickey Medlocke, Mark Matejke, Michael Cartellone
2009-2012: Johnny Van Zant, Gary Rossington, Robert Kearns, Peter Keys, Rickey Medlocke, Mark Matejke, Michael Cartellone
2012-2017: Johnny Van Zant, Gary Rossington, Johnny Colt, Peter Keys, Rickey Medlocke, Mark Matejke, Michael Cartellone
2017-2018: Johnny Van Zant, Gary Rossington, Rickey Medlocke, Mark Matejka, Peter Keys, Keith Christopher, Michael Cartellone
Lynyrd Skynyrd je priznana ameriška rock skupina, ki je najbolj znana po popularizaciji žanra južnega rocka. Uspelo mu je v sedemdesetih letih dvajsetega stoletja. Skupina je nastala leta 1964 z imenom My Backyard v Jacksonvilleu na Floridi. Pozneje se je spremenil v dve drugi imeni kot The Noble Five in One Percent, preden se je leta 1969 dokončno razglasil za ime Lynyrd Skynyrd. Skupina je bila znana po svojih nastopih v živo in podpisnih skladbah, kot so 'Sweet Home Alabama', 'Simple Man' in ' Svobodna ptica'. Ko je bila skupina vrhunec leta 1977, so zaradi tragične letalske nesreče umrli člani skupine, Ronnie Van Zant, Steve Gaines in pevec Cassie Gaines, kar je povzročilo nenadno konec skupine 70-ih let. Skupina je bila leta 1987 s preživetimi člani reformirana z glavnim vokalom Johnyjem Van Zantom, mlajšim bratom pokojnega Ronnieja Van Zant. Skupina Lynyrd Skynyrd je do zdaj prodala 28 milijonov plošč v ZDA. Skupina je bila uvedena tudi v dvorano slavnih Rock and Roll leta 2006. Leta 2004 je revija Rolling Stone zasedbo počastila z uvrstitvijo na 95. mesto na seznamu '100 največjih izvajalcev vseh časov'.